# Wyatt Earp
Wyatt Berry Stapp Earp – ismertebb nevén Wyatt Earp – (Monmouth, 1848. március 19. – Los Angeles, 1929. január 13.), amerikai békebíró, bölényvadász, farmer, vállalkozó. Fivérei Virgil és Morgan Earp, mindketten egykor ismert vadnyugati békebírók voltak.

## Fiatalkora
A vadnyugat egyik, napjainkig is legismertebb embere gyerekkorát Iowában és Illinoisban töltötte. Az Amerikai polgárháború idején, fiatal felnőttként többször is idősebb fivérei után akart szökni a seregbe, de mindannyiszor apja mellett maradt, akinek az otthonuk körül volt rá szüksége. A nagybetűs élet 1864-ben következett el számára, amikor a család nyugatra költözve egy farmon telepedett le, és az idősebb Earp vezetésével gazdálkodásba fogott. Wyatt vezetett postakocsit, pontozóbíró volt bokszmeccseken, és a szerencsejátékban is rendszeresen kipróbálta magát. A törvény képviselőjeként először rendőr volt Lamar városában, de miután felesége pár hónappal a házasságkötésüket követően meghalt, kisiklott az élete. Sokszor meggyűlt a baja a törvénnyel, rablással majd sikkasztással vádolták. Többször letartóztatták,  egyszer a börtönből is  megszökött.
Ezután évekre eltűnt a nyilvánosság elől, s csak 1874-ben bukkant fel újra, a kansasi Wichitában.

## Wichita
Wichita a legkevésbé sem volt nyugodt város. A Texas felé utazó marhakereskedők és szerencselovagok itt pihentek meg, és itt vetették bele magukat az italozásba és a szerencsejátékba. Wyatt Earp a város békebírójának dolgozva több, körözés alatt lévő lótolvajt és vonatrablót is elkapott. Hírneve egyre nőtt, s népszerűségén felbuzdulva indulni akart a választásokon. A hivatalban lévő rendőrbíró Earp politikai ambícióit nem vette jó néven, emiatt nézeteltérés alakult ki közöttük, amely végül ökölharcba torkollott. A városi tanács Earp ellen fordult, így ő feladva a wichitai ambícióit, fivéreivel együtt átköltözött Dodge Citybe.

## Dodge City, Tombstone
A Wichitánál semmivel sem nyugodtabb Dodge Cityben már a békebíró helyettesének nevezték ki. Ebben a városban ismerkedett meg Doc Hollidayjel, akivel életre szóló barátságot kötöttek. Earp 1878-ban újra összecsomagolt, s otthagyta Dodge Cityt. Új-Mexikó felé vette az irányt, és testvéreivel végül az arizonai Tombstone városában telepedett le, az „ezüstláz” fészkében, ahol hamarosan Doc Holliday is csatlakozott hozzájuk.
A törvény embereként Wyatt Earpnek rendszeresen meggyűlt a baja a Clanton és a McLaury klánnal, amelyek először azzal vívták ki haragját, hogy ellopták a hadsereg öszvéreit. Az állatok abban az időben szövetségi tulajdonnak számítottak, McLaury pedig nemes egyszerűséggel átbillogozta őket. A szaporodó rablások és a fegyveres támadások mögött szintén ez a két klán állt.
1881. március 15-én éjjel fegyveresek támadtak meg egy postakocsit. A kocsis és egy utas meghalt. Ike Clanton Earpöt és Hollidayt vélte felismerni. A további atrocitások és a nem szűnő szembenállás végül a vadnyugat egyik leghírhedtebb fegyveres összecsapásába torkollott. Az O.K. Corralnál vívott tűzharc alig fél percig tartott, a harminc másodperc alatt összesen harminc lövés dördült el. A három Earp fivér és Holliday állt szemben öt cowboyjal. Wyatt Earp  sértetlenül úszta meg a harcot, a Clanton klánból hárman is meghaltak, de Billy Claiborne és Ike Clanton elmenekült a tűzharcból. A lövöldözés után tárgyalás következett, amely az Earpök felmentésével zárult, de a két klán bosszúja nem maradhatott el. Wyatt Earp és Doc Holliday végül üldözötté vált, ezért az Earp fivérek 1882-ben végleg elhagyták Tombstone-t.

## Los Angeles
Harmadik feleségével élve Earp már leginkább üzletemberként kereste kenyerét, szalonokat nyitott és adott bérbe, ingatlanokba fektetett, majd miután nyert egy versenylovat, a lóversenyeket kezdte járni. Az aranyláz idején fogadót nyitott Alaszkában, majd a Mojave-sivatagban nyitott bányáiból szerzett újabb vagyonokat. Az egykori vadnyugati hős, aki a nyarakat rendszeresen Los Angelesben töltötte, szoros barátságot ápolt Hollywood első hírességeivel.
Ő volt a vadnyugat hőskorszakának egyik legnagyobb legendája, életét napjainkig számos film dolgozta fel. 1929-ben halt meg Los Angelesben békés körülmények között, de élete, hírneve és legendája az utókor számára halhatatlanná tette őt.